# El maestro (película)
El maestro es una película de Argentina filmada en colores dirigida por Julian Dabien y Cristina Tamagnini el guion de esta última que se estrenó el 14 de mayo de 2020 y que tuvo como actores principales a Diego Velázquez, Ezequiel Tronconi y Ana Katz.

## Producción
La película se filmó en La Merced, un pueblito del Valle de Lerma, en la provincia de Salta y está inspirada en la trayectoria del docente y promotor de la cultura –organizaba los carnavales, tenía escuela de teatro y hasta montó una radio- Eric Sattler,  el maestro de la escuela primaria de Cristina Tamagnini que cambió la vida de la guionista y codirectora del filme en su Ucacha natal al impulsarla a dedicarse al arte conforme era su vocación, y que falleció repentinamente en enero de 2019.

## Sinopsis
Natalio, un dedicado maestro, sufre la intolerancia prejuiciosa de los vecinos del pueblo donde vive cuando la llegada de su amigo Juani confirma los rumores sobre su homosexualidad.

## Reparto
Participaron del filme los siguientes intérpretes:
- Diego Velázquez...Natalio
- Ezequiel Tronconi…Juani
- Valentin Mayor Borzone...Miguel
- Ana Katz...	Susana
- Georgina Parpagnoli...Doña Carmen
- Danny Veleizán...Hugo
- Natalia Aparicio...Cristina
- Rodrigo Gonzalez Gomeza...Mario
- María Fernanda Domínguez...Lucía
- Paola Delgado...	Esposa de Mario
- Agustina Gennari...Colorada
- Alicia Traverso...Enfermera
- Andrés Araya...Mozo
- Bruno Torieli...Bruno
- Carlos Yudi...Carnicero
- Claudia Inés Rodríguez...Portera
- Cristian Villarreal...Omar
- Galo Murillo

## Comentarios
Alejandro Lingenti en La Nación escribió:

”… historia austera y narrada con precisión y sutileza que tiene como protagonista a un docente discriminado por sus preferencias sexuales en un pueblo donde los rumores maliciosos y algunos abusos silenciados parecen ser moneda corriente…El maestro aborda una problemática cuyas aristas han cambiado sustancialmente en los últimos años pero que, dependiendo del contexto, persiste como amenaza. Y lo hace sin cargar las tintas, con un tono tan moderado como el de su protagonista, capaz de enriquecer los alcances de su profesión y comprometerse a fondo…como para no llamar tanto la atención de un entorno que igual lo observa de cerca y con desconfianza.

Horacio Bernades en Página 12 opinó:

La película tiene buenas intenciones pero es primaria en términos dramáticos, sin destacarse tampoco en lo estético…es un cine pobre, dicho esto no sólo en términos económicos o de producción….La película no tiene relieves, limitándose a contar la historia de forma llana, como quien sigue una línea de puntos. Las escenas se suceden de manera lineal y previsible, alineándose como piezas de dominó.

Pablo O. Scholz en Clarín escribió:

”Tamagnini…y Dabien presentan, desarrollan y redondean la historia y los personajes de una manera clásica, sin que esto presuponga un desmérito. Al protagonista se lo rodea de otros personajes que no invariablemente son esquemáticos –aunque sí en su pensamiento-…Como en su momento fue, salvando distancias, Filadelfia, El maestro dignifica a su protagonista. Y habla más de los que lo discriminan que de él mismo.”